# 布萊恩·克勞斯
布萊恩·克勞斯（英語：Brian Krause，1969年2月1日—）是美國的一位演員。他最著名的作品是在WB電視劇聖女魔咒中飾演 Leo Wyatt角色。克勞斯出生在埃爾托羅。

## 外部連結
- 布萊恩·克勞斯在互联网电影资料库（IMDb）上的資料（英文）